# António Joaquim Marques Mendes
António Joaquim Bastos Marques Mendes (Porto, Paranhos, 30 de março de 1934 – Porto, 15 de junho de 2015) foi um advogado e político português.

## Família
Filho de Joaquim Marques Mendes (Fornos de Algodres, Figueiró da Granja, 3 de Março de 1892 - Porto, Paranhos, 19 de Janeiro de 1941), Director de Serviços nos Correios, Telégrafos e Telefones, e de sua mulher (Fafe, São Romão de Arões, 20 de Abril de 1933) Antónia Pereira da Costa Bastos (Fafe, São Romão de Arões, 18 de Dezembro de 1904 - Fafe, São Romão de Arões, 2 de Outubro de 1990).

## Biografia
Licenciado em Direito pela Faculdade de Direito da Universidade de Coimbra fez carreira como advogado.
Envolvido na fundação do Partido Popular Democrático (hoje PSD), em conjunto com Francisco Sá Carneiro, Francisco Pinto Balsemão e Joaquim Magalhães Mota.
Ocupou os cargos de Presidente da Câmara Municipal de Fafe, Deputado à Assembleia da República pelo Círculo de Braga, nas I, III, IV, V e VI Legislaturas, e Deputado ao Parlamento Europeu (1987-1994). Havia deixado o PSD para se incluir na Acção Social Democrata Independente junto com outros fundadores do PPD/PSD como Magalhães Mota.

## Casamento e descendência
Casou em Fafe, São Romão de Arões, a 29 de Novembro de 1956 com Maria Isabel Gonçalves (Fafe, Cepães, 10 de Julho de 1933 – Fafe, 29 de março de 2021), Professora do Ensino Primário, filha de Gervásio Gonçalves (Fafe, Cepães, Carreira, 1 de Junho de 1905 - Guimarães, Creixomil, 19 de Maio de 1993), Industrial, e de sua primeira mulher (Felgueiras, Felgueiras, 25 de Junho de 1928) Isabel Teixeira (Felgueiras, Jugueiros, 11 de Outubro de 1902 - 22 de Agosto de 1980), de quem teve: 
- Luís Manuel Gonçalves Marques Mendes (Guimarães, Azurém, 5 de Setembro de 1957), casado com Rosa Sofia Pinto Martins Salazar (8 de maio de 1957), com geração:
  - João Pedro Pinto Salazar Marques Mendes (Fafe, Fafe, 2 de janeiro de 1986)
  - Ana Sofia Pinto Salazar Marques Mendes (Fafe, Fafe, 10 de abril de 1988)
  - João Miguel Pinto Salazar Marques Mendes (Fafe, Fafe, 12 de fevereiro de 1993)
- Maria Adelaide Gonçalves Marques Mendes (19 de Janeiro de 1960), casada a 29 de Julho de 1989 com Manuel Luís Baldaque Ferreira da Costa (31 de Março de 1955), com geração: 
  - Luís Nuno Marques Mendes Baldaque (30 de Abril de 1991)
- José Miguel Gonçalves Marques Mendes (14 de Dezembro de 1967), solteiro e sem geração
- Maria Clara Gonçalves Marques Mendes (30 de Abril de 1970), solteira e sem geração

## Morte
Faleceu a 15 de junho de 2015, com 81 anos de idade, no Hospital de Santo António, no Porto, devido a problemas cardíacos.